# Olietank

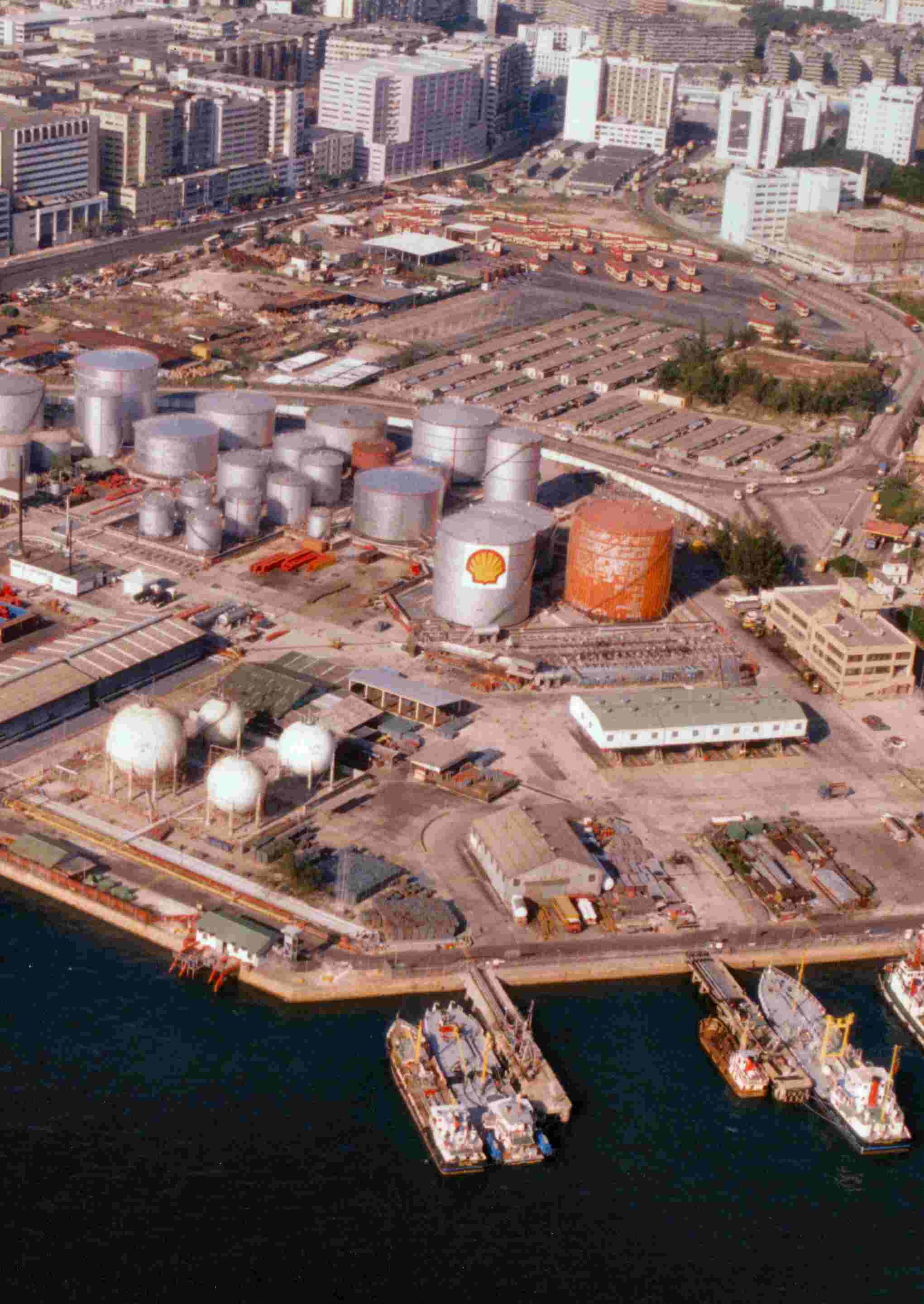
Olietanks in diverse formaten en (linksonder) witte bollen voor de opslag van gas van Shell op een olieterminal in het Hongkongse stadsdeel Kowloon

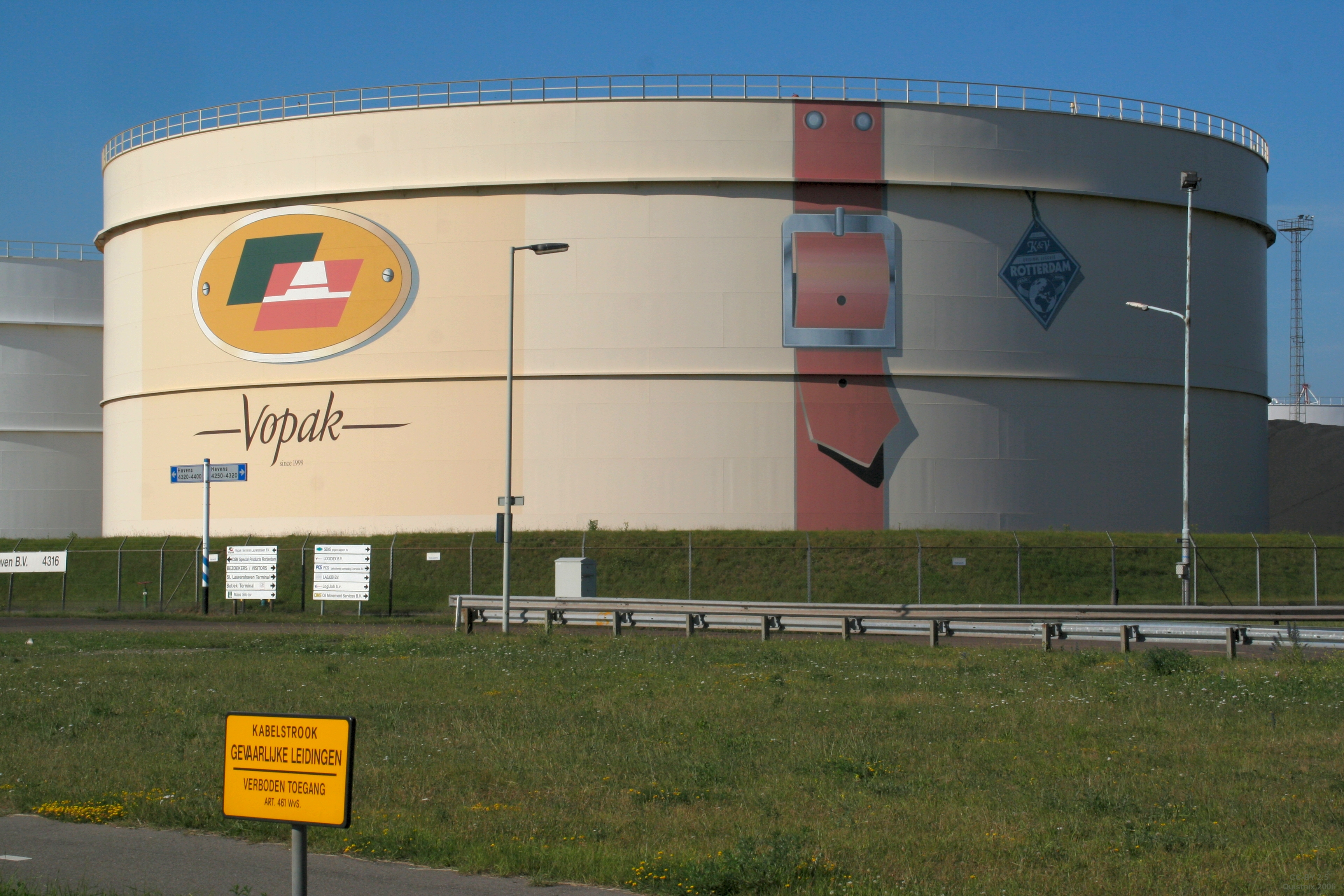
Olieopslagtank van Vopak Laurenshaven langs de A15

Een olietank, soms ook opslagtank, opslaginstallatie of olieterminal (ook het woord voor een groep olietanks bij elkaar) genoemd, is een tank voor de opslag van olie- en/of petrochemische producten. Vanuit olietanks worden deze producten meestal getransporteerd naar eindgebruikers of andere opslagfaciliteiten. Een olietank bestaat meestal uit een ondergrondse of bovengrondse opslag en portalen naar pijpleidingen voor het doorsluizen van olieproducten in bijvoorbeeld oliepijpleidingen, tankauto's, tankwagons, tankers of andere vervoermiddelen.

## Vorm
Een olietank is vaak een vrij simpele faciliteit, waar geen verdere verwerking of omzetting plaatsvindt. De tanks staan meestal nabij olieraffinaderijen of op havenlocaties waar tankers kunnen afmeren. De ruwe olie wordt hier opgeslagen alvorens het de raffinaderij in gaat voor verdere verwerking. Na de raffinage worden de olieproducten ook opgeslagen in tanks. Tankauto's vervoeren de olieproducten dan naar tankstations en andere gebruikers in het achterland. Soms worden er stoffen toegevoegd in de tank of worden verschillende oliesoorten opgemengd om de olie gemakkelijker verpompbaar of meer consistent van samenstelling te maken. Aan de zijkant van de tank zijn dan grote mixers geïnstalleerd die de olie mengen.
Er bestaan diverse soorten opslagtanks in verschillende maten. De soorten zijn afhankelijk van de producten die er worden opgeslagen. Gassen worden in bollen opgeslagen, brandstoffen als diesel en kerosine gaan in tanks met een vast dak en ruwe olie wordt opgeslagen in tanks met een drijvend dak. Ruwe olie wordt opgeslagen in de grootste tanks en speciale producten worden opgeslagen in kleine tanks. De tanks worden gemaakt van plaatstaal. Aan de onderkant zijn de tanks van dikker staal gemaakt in verband met de druk van de inhoud. Naar boven toe neemt de dikte van het staal af. Het verschil van dikte zit aan de buitenkant, voor een drijvend dak is een gladde binnenkant noodzakelijk.
Olietanks moeten zijn voorzien van een dak om de uitstoot van schadelijke stoffen in het milieu zo veel mogelijk te beperken. Er wordt onderscheid gemaakt naar vaste daken (met dampterugwinningsinstallatie en/of stikstofdeken) en (intern of extern) drijvende daken.
De hedendaagse opslagtanks verschillen weinig van die uit het verleden en afgezien van een grotere mate van automatisering, zijn er weinig aanpassingen verricht in het oorspronkelijke ontwerp. Wat wel een zeer belangrijke rol speelt is de meting van de inhoud en de administratie van de verpompte hoeveelheden. Een grote tank met ruwe olie vertegenwoordigt een waarde van tientallen miljoenen euro's.
De grootste olietanks van het Rotterdamse havengebied staan bij de Maasvlakte Olie Terminal. Hier staan tientallen tanks met elk een capaciteit van 114.000 m³ aardolie, de tanks hebben een diameter van 85 meter en zijn 22 meter hoog. Tevens staan er 56 olietanks op Sint Eustatius, Caribisch Nederland van het Amerikaanse bedrijf NuStar Energy.

## Eigendom
Het eigendom van olietanks valt op te splitsen in drie hoofdcategorieën:
- eigendom van een oliebedrijf;
- eigendom van meerdere oliebedrijven of een consortium, waarbij twee of meer bedrijven een olietank bezitten en de beheerskosten delen.
- eigendom van een bedrijf dat een olietank tegen betaling verhuurt aan oliebedrijven (en andere bedrijven) voor opslag en behandeling. Het grootste bedrijf dat dergelijke diensten verleend is het Nederlandse Vopak met 76 olieterminals in 31 landen.